# Dipterocarpus caudatus
Dipterocarpus caudatus là loài thực vật thuộc họ Dầu.  Loài này phân bố ở Sumatra, ven biển thuộc bán đảo Malaysia, Singapore và Borneo. 
Phân loài D. c. ssp. caudatus có ở Việt Nam và Philippin, được IUCN xếp vào nhóm loài cực kỳ nguy cấp. Phân loài này có tên tiếng Việt là dầu cát, giống như Dipterocarpus costatus.